# Danaïdes

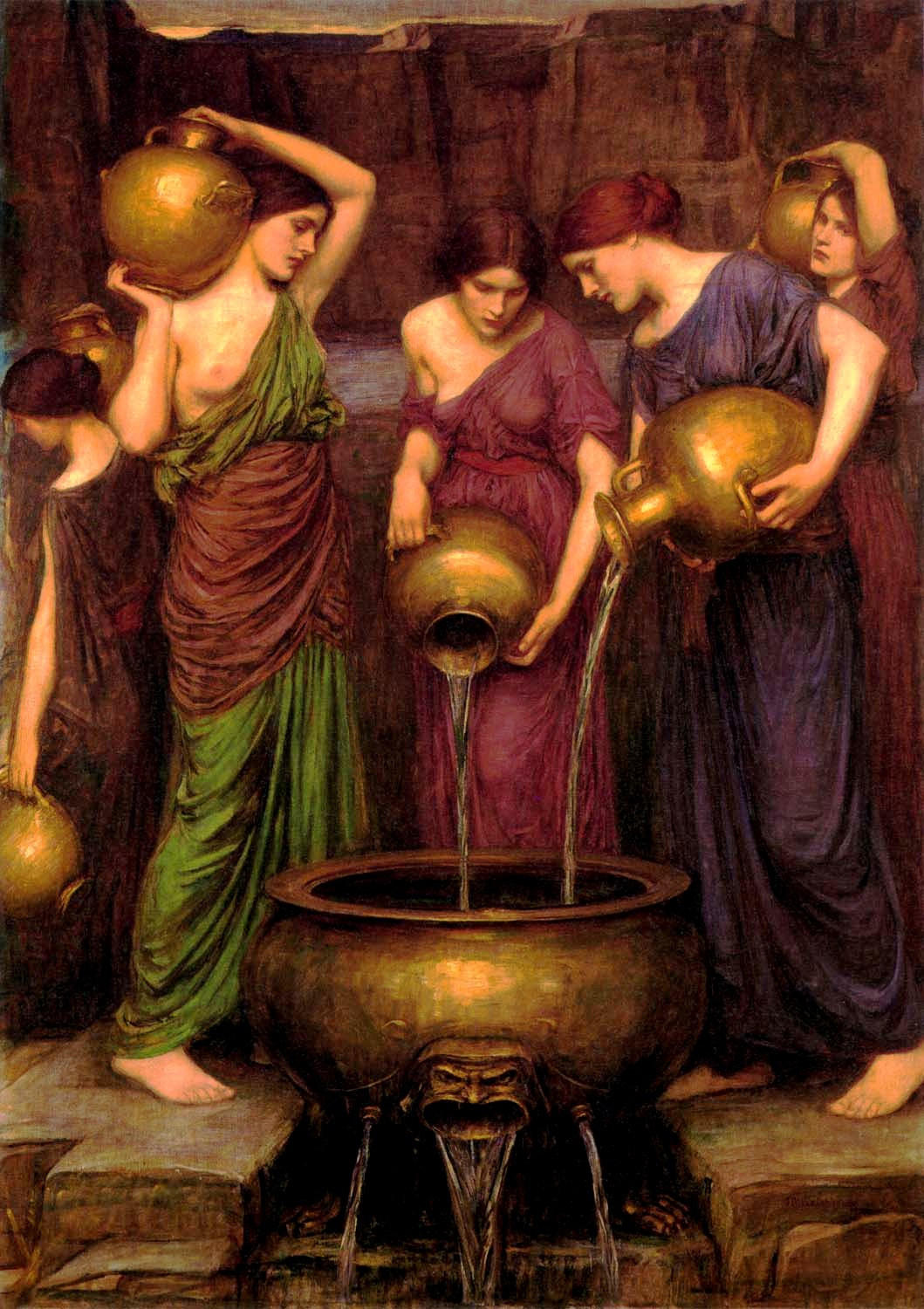
Les Danaïdes par John William Waterhouse, 1903.

Les Danaïdes (en grec ancien Δαναΐδες / Danaídes) sont, dans la mythologie grecque, les cinquante filles du roi Danaos. Elles accompagnent leur père à Árgos, terre de leur ancêtre la nymphe Io, quand il fuit ses neveux, les cinquante fils de son frère Égyptos. Après avoir proposé une réconciliation, elles épousent leurs cousins, mais leur père apprend que ces derniers veulent les tuer. Il alerte ses filles qui s'arment et les massacrent lors des noces, à l'exception d'Hypermnestre qui épargne son époux Lyncée. Aux Enfers, les Danaïdes sont condamnées à remplir sans fin un tonneau troué.

## Mythe
Le mythe des Danaïdes remonte probablement au Catalogue des femmes du pseudo-Hésiode,. Il est également le sujet d'une épopée entière, la Danaïs, aujourd'hui perdue ; seul un fragment montre les Danaïdes s'armant sur les bords du Nil, probablement pour combattre leurs cousins,. On sait que Phrynichos est l'auteur de deux tragédies, Les Égyptiens et Les Danaïdes, dont le seul passage conservé montre Égyptos venant à Argos avec ses fils,. La version du mythe telle que nous la connaissons est principalement issue de la tétralogie d'Eschyle : Les Suppliantes, Les Égyptiens, Les Danaïdes et Amymoné (drame satyrique),.
Après la mort de Bélos, Égyptos, frère de Danaos et roi d’Arabie, s’empare de l’Égypte à laquelle il donne son nom. Il presse alors son frère Danaos d’unir ses filles à ses fils, également au nombre de cinquante, afin d’éviter une guerre de succession. Mais un oracle révèle à Danaos que l'intention des fils de son frère est de tuer ses filles après leurs noces. Il décide alors de s’enfuir avec elles et parvient à Árgos, ville grecque dont il devient roi avec l’appui d’Athéna (selon Eschyle, cette fuite est provoquée par l’aversion des Danaïdes pour un mariage contre nature avec leurs cousins).

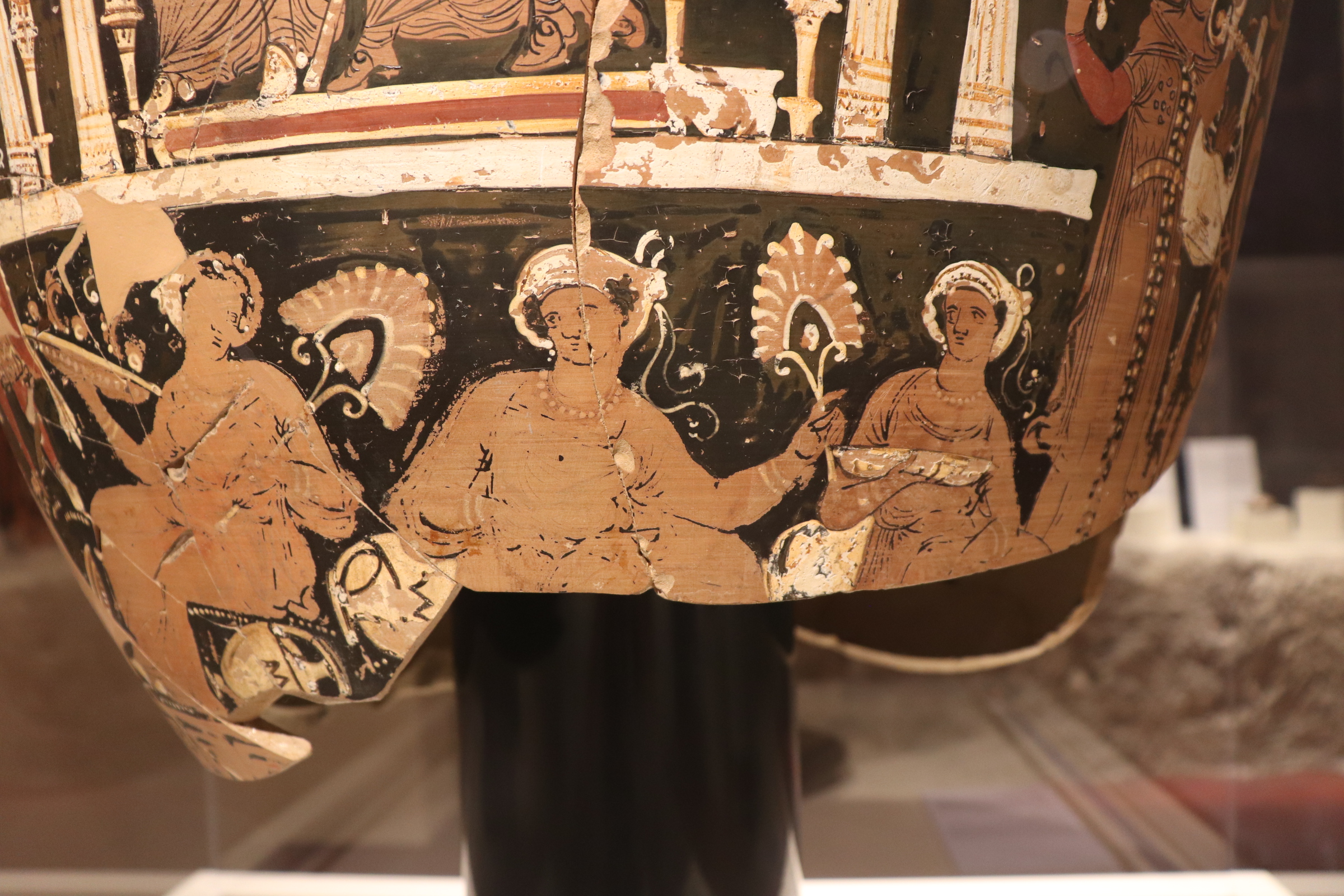
Cratère à volute apulien (Musée archéologique de Tarente).

Sur ordre de leur père, les fils d'Égyptos les poursuivent jusqu’à Argos. Sous la menace d’un siège, ils réussissent à le convaincre de leur donner ses filles en mariage. Mais le soir des noces, craignant la prédiction de l’oracle, Danaos ordonne à ses filles de cacher dans leurs cheveux une grande épingle et de percer le cœur de leurs maris dans leur sommeil. Elles s'exécutent toutes sauf une, Hypermnestre, qui épargne son époux Lyncée et l’aide à s’enfuir. Celui-ci revient plus tard venger ses frères, en tuant les sœurs coupables ainsi que Danaos. Lyncée et Hypermnestre règnent alors sur Argos.
Dans une version tardive, les Danaïdes arrivées aux Enfers sont jugées et précipitées dans le Tartare. Elles sont condamnées à remplir éternellement des jarres (voire des jarres percées) pour remplir un bain sans fond (ou avec une fuite) et laver ainsi leurs péchés ; or, celui-ci ne se remplit jamais car l'eau s'écoule toujours. Ce châtiment est resté célèbre avec l’expression du « tonneau des Danaïdes » qui désigne une tâche absurde, sans fin ou impossible. On retrouve le mythe dans Le Raseur (Caractère XX) des Caractères de Théophraste ou Ischomaque dans l’Économique de Xénophon. Dans le Gorgias de Platon, celui-ci utilise l'image des Danaïdes pour opposer la vision du bonheur de Socrate à celle de Calliclès. Par l'image du tonneau, Socrate montre que laisser libre cours à ses désirs conduit à une éternelle frustration. Calliclès lui répond : « Quand le tonneau est rempli, on n'a ni joie ni peine, mais ce qui fait l'agrément d'une vie, c'est d'y verser le plus possible ».

## Représentations artistiques

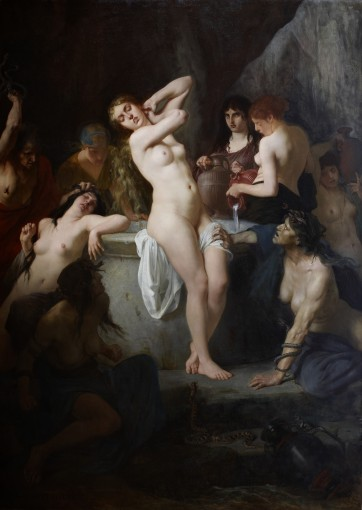
Tony Robert-Fleury, Les Danaïdes, 1873.

Au XVIIIe siècle, les arts de la scène puisent largement dans les mythes antiques. L'histoire d'Hypermnestre ne fait pas exception et inspire différentes œuvres :
- La tragédie Hypermnestre, de Théodore de Riupeirous représentée en 1704.
- L'opéra Hypermnestre de Charles-Hubert Gervais, livret de Joseph de Lafont, représenté en 1716.
- La tragédie Hypermnestre d'Antoine-Marin Lemierre ou Le Mierre, datée de 1753.
- Le ballet Les Danaïdes ou Hypermnestre de Jean-Georges Noverre, représenté en 1764.
- Le sujet a inspiré aussi un opéra à Antonio Salieri, Les Danaïdes, en 1784.

Au XIXe siècle :
- Le philosophe socialiste Pierre Leroux, dans son ouvrage De l'Humanité, de son principe et de son avenir, propose en 1840 une analogie entre la recherche illusoire d'un bonheur terrestre absolu, nécessairement imparfait, et le mythe des Danaïdes : « Le bonheur le plus ardemment désiré, quand il est obtenu, effraie l'âme de son insuffisance. Notre cœur est semblable au tonneau des Danaïdes, que rien ne pouvait remplir ».
- Dans Le Tonneau de la haine, 73e poème de ses Fleurs du mal (1857), Charles Baudelaire compare la Haine au "tonneau des pâles Danaïdes", inépuisable et autorégénratrice "comme l'hydre de Lerne."
- Le peintre Tony Robert-Fleury a peint en 1873 Les Danaïdes, tableau conservé au musée de Cahors Henri-Martin.

Au XXe siècle :
- Le sculpteur Constantin Brancusi a créé une sculpture représentant une tête féminine appelée Danaïde.
- À Marseille, dans le square Stalingrad (1er arrondissement), une sculpture du groupe des Danaïdes constitue le centre d'une fontaine monumentale.
- Isadora Duncan, danseuse et chorégraphe du début du XXe siècle, s'est inspirée par les filles de Danaos dans ses chorégraphies. Dans son roman autobiographique My life, elle déclare : « […] j'avais essayé de traduire la tristesse des filles de Danaos […] ».
- Guillaume Apollinaire, dans son recueil de poèmes Alcools, fait référence aux Danaïdes dans le vers : « Ô mes tonneaux des Danaïdes », car sa peine est censée se prolonger et durer sans fin, à l'image du tonneau percé de l'éternité.
- Auguste Rodin a fait une statue représentant une Danaïde.
- René Lalique crée un vase en verre moulé-pressé nommé Danaïdes. Le vase est reproduit de 1926 à 1937.

## Danaïdes et christianisme
Au Ier siècle apr. J.-C., sous le règne de Néron, des femmes chrétiennes ont été obligées de jouer les rôles des Danaïdes, ainsi que celui de Dircé dans des théâtres. Elles ont été ensuite mises à mort. Cet épisode est mentionné par Clément de Rome dans sa Première épître.

### Sources antiques
- Pseudo-Apollodore, Bibliothèque [détail des éditions] [lire en ligne] (II, 1, 4-5).
- Eschyle, Les Suppliantes [détail des éditions] [lire en ligne] (passim).
- Hygin, Fables [détail des éditions] [(la) lire en ligne] (CLXVIII et CLXX).
- Nonnos de Panopolis, Dionysiaques [détail des éditions] [lire en ligne] (III, 296 et suiv.).
- Ovide, Héroïdes [détail des éditions] [lire en ligne] (XIV).
- Strabon, Géographie [détail des éditions] [lire en ligne] (VIII, 6, 7).